# Pauk (sjö)
Pauk är en sjö i Antarktis. Den ligger i Östantarktis. Australien gör anspråk på området. Pauk ligger 18 meter över havet.